# Liparoscelis
Liparoscelis is een geslacht van rechtvleugeligen uit de familie sabelsprinkhanen (Tettigoniidae). De wetenschappelijke naam van dit geslacht is voor het eerst geldig gepubliceerd in 1873 door Stål.

## Soorten
Het geslacht Liparoscelis  is monotypisch en omvat slechts de volgende soort:
- Liparoscelis pallidispina (Stål, 1873)